# Séverine Kodjo-Grandvaux
Pour les articles homonymes, voir Kodjo (homonymie) et Grandvaux.
Séverine Kodjo-Grandvaux, née en 1977 à Besançon, est une philosophe, journaliste, programmatrice littéraire et éditrice française.
Chercheuse associée au Laboratoire des logiques contemporaines de la philosophie de l’université Paris-VIII, Séverine Kodjo-Grandvaux est également responsable du Laboratoire Économie du vivant de la Fabrique de Suza au Cameroun, journaliste pour Le Monde et responsable de la collection « Essais » des éditions Jimsaan. Elle est spécialiste des philosophies africaines contemporaines et des études postcoloniales.

## Biographie

### Formation
Séverine Kodjo-Grandvaux est née à Besançon en 1977. En 2006, elle a soutenu sa thèse de doctorat de philosophie consacrée aux « Constructions et déconstructions de l’idée de “philosophie africaine” : étude comparative des œuvres de Jean-Godefroy Bidima, Souleymane Bachir Diagne, Henry Odera Oruka et Kwasi Wiredu », sous la direction de Yves Michaud.

### Parcours professionnel
Alors qu’elle vit au Cameroun, entre 2016 et 2017, elle anime le salon littéraire MOSS.

## Activités de recherches
En 2013, elle publie Philosophies africaines aux éditions Présence africaine dans la collection « La philosophie en toutes lettres » dirigée par Souleymane Bachir Diagne. Considéré comme l’un des rares ouvrages de langue française qui se penche autant sur la production philosophique anglophone que francophone de la seconde moitié du XXe siècle, Philosophies africaines a reçu le Prix Monsieur et Madame Louis Marin de l’Académie des Sciences d’Outre-Mer.
En 2022, elle publie Devenir vivants,un ouvrage « ambitieux » qui « porte sur la nature et notre place dans la nature un regard nouveau ».
En 2022, elle mène un dialogue entre Achille Mbembe et Rémi Rioux dans Pour un monde en commun, publié aux éditions Actes Sud sur la place de l’Afrique dans le monde, le poids des héritages coloniaux et la « recomposition des rapports à la planète, enfin, tels qu’ils s’imposent à l’humanité en raison de l’épuisement des ressources naturelles et fossiles, du réchauffement climatique et du développement de zoonoses comme le virus Ébola ou la pandémie de la Covid-19 ».

## Publications
- Droit & colonisation, avec Geneviève Koubi, Bruxelles, Bruylant, 2005, 423 p.  (ISBN 2-8027-2152-6)
- « Discours coloniaux et réception des droits africains : entre négation et (re)-construction », in Droit et colonisation, sous la direction de Séverine Kodjo-Grandvaux et Geneviève Koubi, Bruxelles, Bruylant, 2005, p.53-78
- « De la peur au désir de penser la philosophie africaine », in Désir de penser, peur de penser, sous la direction d’Eugène Enriquez, Claudine Haroche, Jan Spurk, Lyon, Parangon, 2006, p.246-269  (ISBN 978-2-84190-157-9)
- « Vous avez dit “philosophie africaine” ? », Revue Critique, no 771-772[12] : Philosopher en Afrique, numéro coordonné par Souleymane Bachir Diagne, éditions de Minuit, 2011, p.613-623  (ISBN 978-2-7073-2198-5)
- Philosophies africaines, Paris, Présence africaine, 2013, 304 p.  (ISBN 978-2-7087-0843-3)
- « Africain ? Mais encore ? », in 1995-2015 : CDC, 20 ans de danse contemporaine, Éditions Midi-Pyrénées, 2015, p.104-113  (ISBN 979-10-93498-07-2)
- « Afrique, artistes sans frontières », in Contemporary Art Journal, Séoul, 2013/vol.15, p.46-50
- « Effets de miroir : penser l’Afrique, penser le monde », in Penser et écrire l’Afrique aujourd’hui, sous la direction d’Alain Mabanckou, Paris, Seuil, 2017, p.60-71  (ISBN 978-2-02-134666-4)
- « S’estimer, faire sens », in Écrire l’Afrique-Monde, sous la direction d’Achille Mbembe et de Felwine Sarr, Dakar-Paris, Jimsaan-Philippe Rey, 2017, p.217-232  (ISBN 978-2-84876-601-0)
- « Mémoires du monde, mémoire-monde », in Politique des temps. Imaginer les devenirs africains, sous la direction d’Achille Mbembe et de Felwine Sarr, Dakar-Paris, Jimsaan-Philippe Rey, 2019, p.257-276  (ISBN 978-2-84876-750-5)
- Devenir vivants, Paris, Philippe Rey, 2021, 176 p.  (ISBN 978-2-84876-856-4)
- Filosofias Africanas, Florianópolis, Cultura e Barbárie, 2021, 384 p.  (ISBN 978-65-87529-17-2)
- « Faire mémoire, réparer les vivants », in L’Histoire, à l’épreuve de l’histoire, sous la direction de Aline Alterman et Jean-Godefroy Bidima, éd. Mimésis, 2021, p.95-108  (ISBN 978-88-6976-248-2)
- Pour un monde en commun, avec Achille Mbembe et Rémy Rioux, Arles, Actes Sud, 2022, 192 p.  (ISBN 978-2-330-16217-7)
- « Rethinking the Living World in Light of African Philosophy: Toward an Animist Humanism », in Jean-Godefroy Bidima and Laura Hengehold (ed.), African Philosophy for the Twenty-First Century. Acts of Transition, Lanham, Boulder, New York, London, Rowman & Littlefield, 2022, p.135-150  (ISBN 978-1-5381-5416-8)
- « Dessiner un nouvel humanisme », in Agir pour le vivant #2, Arles, Actes Sud, 2022, p.102-119  (ISBN 978-2-330-16685-4)
- « Repenser l’écologie depuis nos sols et nos ciels, nos rêves et nos histoires », in Agir pour le vivant #3, Arles, Actes Sud, 2023, p.53-57  (ISBN 978-2-330-17918-2)